# Irland-Rundfahrt 2007
Die 1. Irland-Rundfahrt fand vom 22. bis 26. August 2007 statt. Sie führte über fünf Etappen und eine Distanz von 914,2 Kilometern. Sie zählte zur UCI Europe Tour 2007 und war in die Kategorie 2.1 eingestuft.

## Etappen
| Etappe    | Tag        | Start – Ziel           | km    | Etappensieger        | Führender         |
| --------- | ---------- | ---------------------- | ----- | -------------------- | ----------------- |
| 1. Etappe | 22. August | Kilkenny – Cork        | 174   | Stijn Vandenbergh    | Stijn Vandenbergh |
| 2. Etappe | 23. August | Clonakilty – Killarney | 166   | Matti Breschel       | Stijn Vandenbergh |
| 3. Etappe | 24. August | Tralee – Ennis         | 194   | Borut Bozic          | Stijn Vandenbergh |
| 4. Etappe | 25. August | Galway – Galway        | 232,5 | Edvald Boasson Hagen | Stijn Vandenbergh |
| 5. Etappe | 26. August | Athlone – Dublin       | 147,7 | Marco Marcato        | Stijn Vandenbergh |